# Косар Сергій Богданович
Сергій Богданович Косар (нар. 31 липня 1992, Львів) — український футболіст, півзахисник «Карпат» (Кам'янка-Бузька). Брат футболіста Володимира Косара.

## Кар'єра
У ДЮФЛ України виступав за «Скалу» (Моршин).
На професіональному рівні дебютував 9 серпня 2009 року в складі друголігової «Скали» (Стрий).
З літа 2011 — у першоліговому ФК «Львів».